# Postův korespondenční problém
Postův korespondenční problém (PCP) je nerozhodnutelný problém představený matematikem Emilem Postem v roce 1946. Problém je algoritmicky nerozhodnutelný. Redukce z PCP nebo jeho doplňku se používají k důkazům nerozhodnutelnosti.

## Postův systém
Postův systém je tvořen neprázdným seznamem S dvojic neprázdných řetězců:
{\displaystyle S=\{(\alpha _{1},\beta _{1}),\,\ldots ,\,(\alpha _{k},\beta _{k})\}}, kde {\displaystyle k\geq 1} a {\displaystyle \alpha _{i},\beta _{i}} jsou řetězce nad nějakou abecedou, která obsahuje alespoň dva symboly (v případě abecedy s jedním symbolem je problém rozhodnutelný).
Řešením Postova systému je každá neprázdná posloupnost přirozených čísel I:
{\displaystyle I=\{i_{1},\,\ldots ,\,i_{m}\}}, kde {\displaystyle 1\leq i_{j}\leq k} a {\displaystyle m\geq 1}, pro kterou platí {\displaystyle \alpha _{i_{1}}\ldots \alpha _{i_{m}}=\beta _{i_{1}}\ldots \beta _{i_{m}}}.
Postův korespondenční problém je pak rozhodnout, zda pro daný konkrétní Postův systém existuje řešení či nikoli.

## Příklady
Systém {\displaystyle S_{1}=\{(b,bbb),\,(babbb,ba),\,(ba,a)\}} má řešení {\displaystyle I=\{2,\,1,\,1,\,3\}} (babbb b b ba = ba bbb bbb a).
Systém {\displaystyle S_{2}=\{(ab,abb),\,(a,ba),\,(b,bb)\}} řešení nemá, jelikož délka {\displaystyle |\alpha _{i}|<|\beta _{i}|}, pro všechny {\displaystyle i}. Nikdy tedy nebude délka {\displaystyle |\alpha |} rovna {\displaystyle |\beta |}.